# Kanō Sanraku

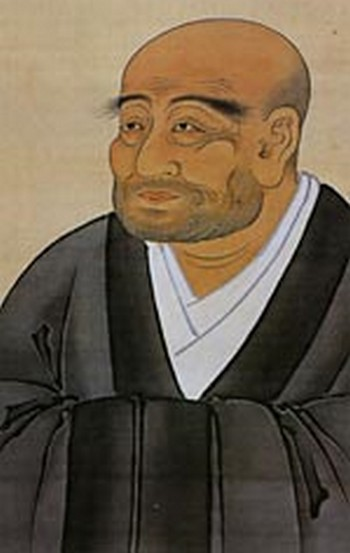
Kanō Sanraku

Kanō Sanraku (japanisch 狩野 山楽, eigentlich Kimura Heizō (木村 平三), dann Mitsuyori (光頼); geb. 1559 in Kyōto; gest. 30. September 1635) war ein bedeutender japanischer Maler der späten Momoyama- und frühen Edo-Zeit. Er begründete den Kyō-Zweig (Kyōto-Zweig) der Kanō-Schule.

## Leben und Wirken
Sanrakus Vater war Kimura Nagamitsu, ein hoher Vasall des Azai Nagamasa (浅井 長政; 1545–1573), Daimyō der Provinz Ōmi, der neben seinem Dienst sich mit Malen beschäftigte und seinen Sohn dazu anregte. Nach dem Niedergang der Azai 1573 dienten Vater und Sohn Toyotomi Hideyoshi. Hideyoshi erkannte Sanrakus Maltalent und schickte ihn zu Kanō Eitoku, der ihn adoptierte und ihn als Lehrling Shurinosuke (修理亮) nannte. Dieser unterstützte schon bald seinen Adoptivvater und Lehrer bei dessen Malvorhaben.
Als Eitoku 1588 während der Ausmalung der Decke der Unterrichtshalle des Tōfuku-ji in Kyōto mit einem sich ringelnden Drachen (蟠龍 Banryū) krank zusammenbrach, vollendete Sanraku auf Anordnung Hideyoshis das große Gemälde, was sein Ansehen mit einem Schlag stärkte. Nach Eitokus Tod 1590 wurden Sanraku und Eitokus ältester Sohn Mitsunobu (光信; 1565–1608) die führenden Künstler der Kanō-Schule. Sanraku ließ sich in Ōsaka nieder und arbeitete für Hideyoshi.
Nach der Auslöschung der Toyotomi-Familie 1615 durch Tokugawa Ieyasu war Sanraku um seine eigenen Sicherheit besorgt und musste sich verbergen. Aber durch Vermittlung des Mönchmalers Shōkadō Shōjō konnte er mit den regierenden Tokugawa Frieden schließen. Er ließ sich nun in Kyōto nieder, wo er, unterstützt durch seinen adoptierten Schüler Sansetsu (山雪; 1590–1651) weiter künstlerisch tätig sein konnte.
Als Tokugawa Hidetada 1623 den Tempel Shitennō-ji in Ōsaka wieder aufbauen ließ, malte Sanraku die Lebensgeschichte des Tempelgründers, Prinz Shōtoku auf sechs Tafeln, die in der Bilderhalle des Tempels aufbewahrt werden. 1624 malte er Wände in dem wieder erbauten Burgturm der Burg Ōsaka aus. Im Unterschied zu Tan’yū und Kanō Naonobu wurde er jedoch von den Tokugawa nicht als Hofmaler (御用絵師 Goyō eshi) geführt.
Sanrakus Werk ist zum Teil durch den Stil seines Stiefvaters bestimmt, er entwickelte ihn aber eigenständig weiter, malte dekorativer und zugleich näher an der Natur. Zu seinem Werk gehören die Malereien auf Schiebetüren im Daikaku-ji in Kyōto: „Rote Pflaumenblüten“ (紅梅図), „Päonien“ (牡丹図) und „Falke auf Kieferzweig“ (松に鷹図), das Stellschirm-Paar im Besitz der Familie Nishimura mit Adlerdarstellungen (鷲鳥図), der Stellschirm mit der Szene um Wagenpositionen (車争 Kuruma arasoi) aus dem Genji-Monogatari im Nationalmuseum Tōkyō und ein Stellschirm mit den „Südlichen Barbaren“ (南蛮図屏風), also den Portugiesen und Spaniern, die in Nagasaki landeten.
In seinen späten Jahren bekam Sanraku einen Sohn, Mitsumori. Dieser starb aber früh, so dass Sanrakus Linie schließlich von Sansetsu fortgeführt wurde, der eine Tochter Sanrakus heiratete.

## Galerie

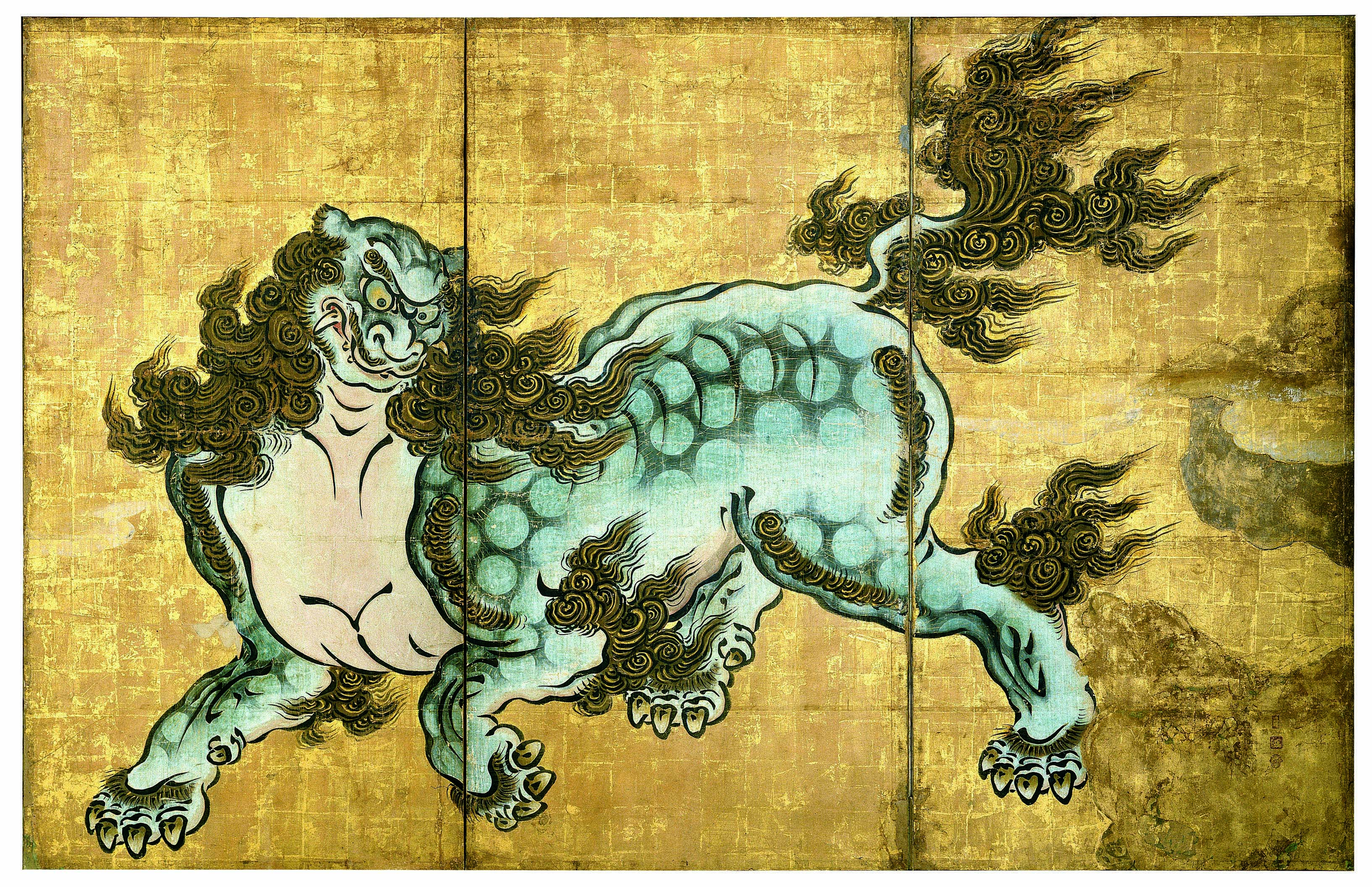
Schiebetüren im Hompōji, Kyōto
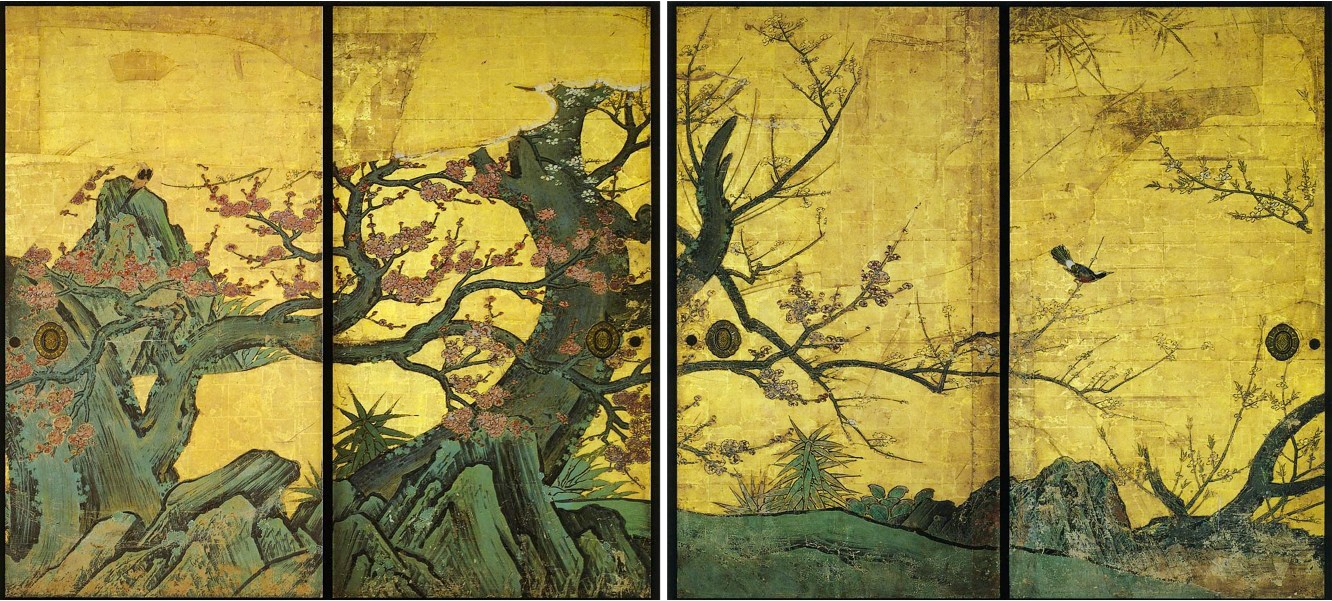
Schiebetüren mit Pflaumenzweig
Ankunft der Südlichen Barbaren